# Ołeksandr Ławrencow
Ołeksandr Serhijowycz Ławrencow (ukr. Олександр Сергійович Лавренцов; ur. 15 grudnia 1972 w Izmaile, w obwodzie odeskim) – ukraiński piłkarz, grający na pozycji bramkarza.

## Kariera piłkarska

### Kariera klubowa
Wychowanek DJuSSz w Izmaile oraz Internatu Sportowego w Charkowie. Pierwszy trener – Wołodymyr Polosow. Karierę piłkarską rozpoczął w amatorskiej drużynie Dunajeć Izmaił. W sezonie 1994/95 bronił barw mołdawskiego klubu Sportul Studențesc Kiszyniów. Latem 1995 razem z trenerem przeszedł do Weresu Równe. Przez problemy finansowe klubu następnego lata przeniósł się do SK Mikołajów, dokąd zaprosił go trener Jewhen Kuczerewski. Latem 1998 podpisał kontrakt z Krywbasem Krzywy Róg, a 7 lipca 1998 debiutował w Wyższej Lidze w meczu z Zirką Kirowohrad. Po zakończeniu sezonu 1999/00 wyjechał do Rosji, gdzie został piłkarzem Krylji Sowietow Samara. Potem nieczęsto wychodził na boisko w składzie pierwszej drużyny samarskiego klubu, dlatego na początku 2003 został wypożyczony do Torpedo-Metałłurga Moskwa. Wiosną 2005 pomógł Arsenałowi Charków awansować do Wyszczej Lihi. Przez konflikt z trenerem Hennadijem Łytowczenkiem był zmuszony zmienić klub na rosyjski FK Orzeł. Na początku 2007 powrócił do MFK Mikołajów, w którym występował do końca 2008. Przez problemy finansowe klub został zdegradowany do Drughiej Lihi, a piłkarz powrócił do Izmaiłu, gdzie grał w odeskich zespołach Riszelje Odessa, Soniaczna Dołyna Odessa i SocKomBank Odessa. Zimą 2010 podpisał kontrakt z Dnistrem Owidiopol. Latem 2011 po reorganizacji klubu został piłkarzem FK Odessa, w którym zakończył karierę piłkarską w roku 2012.

### Kariera reprezentacyjna
W 1999 roku dwa razy był powoływany do narodowej reprezentacji Ukrainy, ale nie zagrał żadnego meczu.

## Kariera trenerska
Po zakończeniu kariery piłkarskiej w grudniu 2010 rozpoczął pracę trenerską w klubie Dnister Owidiopol, pomagając trenować bramkarzy

## Sukcesy i odznaczenia

### Sukcesy klubowe
- brązowy medalista Mistrzostw Ukrainy: 1999, 2000
- finalista Pucharu Ukrainy: 2000
- mistrz Perszej lihi Ukrainy: 1998
- wicemistrz Perszej lihi Ukrainy: 2005

### Sukcesy indywidualne
- wybrany do listy 33 najlepszych piłkarzy roku na Ukrainie: 1999 (nr 3)
- 8. miejsce w klasyfikacji „najwięcej minut bez puszczonej bramki w Wyszczej Lidze”: 574 min. (1998/99–1999/00)
- rekordzista klubu Krylja Sowietow Samara w klasyfikacji „najwięcej meczów bez puszczonej bramki w Wysszej Dywizji”: 13 meczów
- rekordzista klubu Krylja Sowietow Samara w klasyfikacji „najskuteczniejszych bramkarzy w Wysszej Dywizji”: 20 bramek w 26 meczach